# Holcocera boreasella
Holcocera boreasella é uma espécie de mariposa do gênero Holcocera pertencente à família Coleophoridae.